# صعود وهبوط

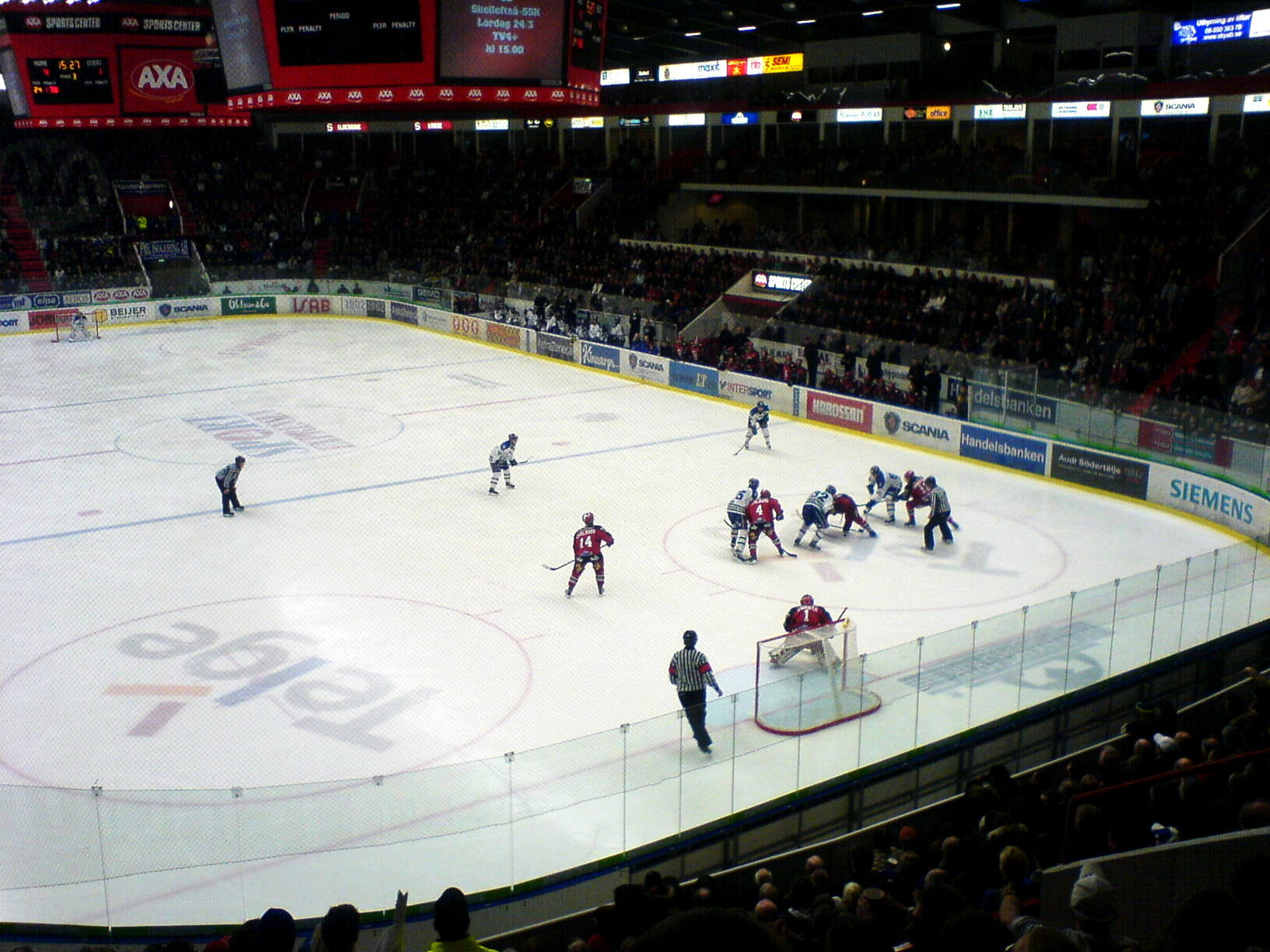

صعود وهبوط (بالإنجليزية: promotion and relegation) هو نظام في الدوريات الرياضية يقتضي صعود وهبوط الفرق حسب ترتيبها في نهاية الموسم بناءً على النقاط، حيث يحصل الفريق صاحب المركز الأول في الدوري الثاني بفرصة الصعود إلى الدرجة الأولى فيما يهبط الفريق صاحب المركز الأخير في دوري الدرجة الأولى إلى الدرجة الأدنى. ويعتمد في بعض الدوريات على المباريات الفاصلة لتحديد المتأهل، أتبع هذا النظام أول مرة في الدوري الإنجليزي لكرة القدم في سنة 1863.